# Hillary Diaz
Hillary Diaz, née le 24 juillet 2004 à Saint-Herblain, est une footballeuse internationale française, qui joue au poste de défenseure centrale ou de milieu de terrain au FC Fleury 91, prêtée par l'Inter Milan.

## Biographie

### En club
Hillary Diaz est la sœur de Junior Diaz, footballeur professionnel également.
Elle rejoint le FC Nantes à l'âge de huit ans en 2012, et fait ses débuts avec l'équipe première à quinze ans en 2019. Entre 2019 et 2022, elle dispute onze rencontres de deuxième division et quatre de Coupe de France, pour cinq buts inscrits.
Le 4 août 2022, elle rejoint les Girondins de Bordeaux avec qui elle signe un contrat de trois saisons.
Le 3 septembre 2024, après l'exclusion administrative du club des championnats nationaux, Diaz s’engage avec l'Inter Milan jusqu'en 2027. Après une première partie de saison où elle ne parvient pas à s'imposer dans le club milanais, elle est prêtée au FC Fleury 91 pour six mois.

### En sélection
Hillary Diaz joue son premier match avec l'équipe de France des moins de 16 ans le 14 février 2020 lors d'un match amical face à l'Allemagne. Deux jours plus tard, elle inscrit son premier but international contre le Portugal en amical. 
En 2021, elle rejoint la sélection des moins de 19 ans. En juillet 2023, Diaz participe au Championnat d'Europe des moins de 19 ans au cours duquel elle dispute un match de poules face à l'Espagne pour quatre minutes de jeu. 
En fin d'été 2024, Hillary Diaz dispute la Coupe du monde des moins de 20 ans, et joue les quatre rencontres des Bleuettes en tant que titulaire. 
En décembre 2023, elle est convoquée pour la première fois en équipe de France par Hervé Renard alors qu'elle est en stage au Portugal avec l'équipe de France des moins de 23 ans. Le 5 décembre 2023, Diaz dispute son premier match en équipe de France face au Portugal dans le cadre de la Ligue des nations. Elle remplace Julie Dufour dans le temps additionnel de la rencontre remportée 1-0. 